# Dimitrie Pompeiu
Dimitrie Pompeiu (Bucovina, 1874 – 8 ottobre 1954) è stato un matematico e politico romeno.
Allievo di Henri Poincaré, fu insegnante universitario a Bucarest e a Cluj.
Lavorò per lo più nel campo delle funzioni di variabile complessa.

## Opere
- Sulla continuità delle funzioni di una variabile complessa (1905)